# Notophthiracarus schatzi
Notophthiracarus schatzi is een mijtensoort uit de familie van de Phthiracaridae. De wetenschappelijke naam van de soort werd voor het eerst geldig gepubliceerd in 1989 door Niedbala.